# زوتسارا راندريامبولولونا
زوتسارا راندريامبولولونا، لاعب كرة قدم مدغشقري، يلعب في نادي الانتصار السعودي و منتخب مدغشقر.
لعب سابقاً في نادي النجوم السعودي.

## روابط خارجية
- زوتسارا راندريامبولولونا على موقع قاعدة بيانات كرة القدم.إي يو (الإنجليزية)
- زوتسارا راندريامبولولونا على موقع ناشيونال فوتبول تيمز (الإنجليزية)
- زوتسارا راندريامبولولونا على موقع Soccerbase.com (لاعب) (الإنجليزية)
- زوتسارا راندريامبولولونا على موقع Soccerway.com (الإنجليزية)
- زوتسارا راندريامبولولونا على موقع عالم كرة القدم.نت (الإنجليزية)